# Kathy Cook
Kathy Cook (eigentlich Kathryn Jane Smallwood, geb. Smallwood; * 3. Mai 1960 in Winchester) ist eine britische Sprinterin und olympische Medaillengewinnerin.
Sie gewann bei den Commonwealth Games 1978 in Edmonton in der 4-mal-100-Meter-Staffel die Goldmedaille, 1982 in Brisbane die Silbermedaille über 200 Meter und über 4-mal 100 Meter wieder die Goldmedaille sowie 1986 in Edinburgh die Silbermedaille über 200 Meter, im 400-Meter-Lauf die Bronzemedaille hinter Debbie Flintoff (AUS) und Jillian Richardson (CAN) sowie die Goldmedaille über 4-mal 100 Meter und die Silbermedaille in der 4-mal-400-Meter-Staffel. Nationale britische Rekorde stellte sie 1981 über 100 Meter mit 11,1 Sekunden auf, 1984 mit 22,1 Sekunden über 200 Meter sowie mit 49,43 Sekunden über 400 Meter auf.
Bei den Europameisterschaften 1978 in Prag gewann sie Silber über 4-mal 100 Meter und bei den Europameisterschaften 1982 in Athen Silber über 200 Meter (von der Deutschen Bärbel Wöckel bezwungen) und über 4-mal 100 Meter.
Bei den Weltmeisterschaften 1983 in Helsinki gewann sie Bronze über 200 Meter hinter Marita Koch (DDR) und Merlene Ottey (JAM) sowie die Silbermedaille über 4-mal 100 Meter.
Olympische Medaillen erreichte sie bei den Spielen 1980 in Moskau mit einer Bronzemedaille in der 4-mal-100-Meter-Staffel mit ihren Teamkolleginnen Heather Hunte, Beverley Goddard und Sonia Lannaman sowie bei den Spielen 1984 in Los Angeles mit Bronzemedaillen über 400 Meter hinter den beiden US-Amerikanerinnen Valerie Brisco-Hooks (Gold) und Chandra Cheeseborough (Silber) und über 4-mal 100 Meter zusammen mit ihren Teamkolleginnen Simmone Jacobs, Callender (ex Goddard) und Heather Oakes.
Kathy Cook startete für den Reading Athletic Club. Wie ihr Ehemann, der ehemalige Sprinter Garry Cook, ist sie Sportlehrerin an der Mayfield Preparatory School in Walsall. Das Paar hat drei Kinder.

## Persönliche Bestzeiten
- 100 m: 11,10 s, 5. September 1981, Rom (ehemaliger britischer Rekord)
- 200 m: 22,10 s, 9. August 1984, Los Angeles (britischer Rekord)
  - Halle: 23,36 s, 12. März 1983, Cosford (ehemaliger britischer Rekord)
- 400 m: 49,43 s, 6. August 1984, Los Angeles (britischer Rekord)